# Socios por accidente 2
Socios por accidente 2 es una película argentina dirigida por Nicanor Loreti y Fabián Forte y protagonizada por Peter Alfonso, José María Listorti y Luz Cipriota. Fue estrenada el 2 de julio de 2015.

## Sinopsis
Matías es ahora un traductor de lengua rusa de gran prestigio y está de novio con Jess, una joven muy hermosa. En el mayor desafío profesional de su vida (la llegada del primer ministro ruso a la Argentina) se verá envuelto en una historia que jamás hubiera imaginado y Rody inesperadamente se cruzará en su destino.

## Reparto
- Peter Alfonso, como Rody
- José María Listorti, como Matías
- Luz Cipriota, como Jess
- Germán Baudino, como Hans
- Lourdes Mansilla, como Rocío
- Anita Martínez, como Sabrina

E integrantes del equipo de futbol de Old Boys del torneo interno de Hacoaj